# 阿茲利 (紐約州)
阿茲利（英語：Ardsley）是位於美國紐約州西徹斯特縣的村。

## 人口
根據2020年美國人口普查的數據，阿茲利的面積為3.42平方千米，皆為陸地。當地共有人口21541人，而人口密度為每平方千米6,299人。